# Clique

El grafo completo K_{5}. En un subgrafo como este, los vértices forman un clique de tamaño 5.

En teoría de grafos, un  clique (o «una clique», pronunciado /klik/), a veces traducido desde el inglés como clan o camarilla, C, en un grafo no dirigido G = (V, E) es un conjunto de vértices, C ⊆ V, tal que todo par de vértices distintos son adyacentes, es decir, existe una arista que los conecta. En otras palabras, un clique es un subgrafo en el que cada vértice está conectado a todos los demás vértices del subgrafo. Esto equivale a decir que el subgrafo de G inducido por C es un grafo completo. 
El tamaño de un clique es el número de vértices que contiene.
El problema del clique (que consiste en, dado un grafo, decidir si existe en él un clique con un tamaño particular), es NP-completo.
Lo opuesto de un clique es un conjunto independiente, en el sentido de que cada clique corresponde a un conjunto independiente del grafo complemento.